# Histologie

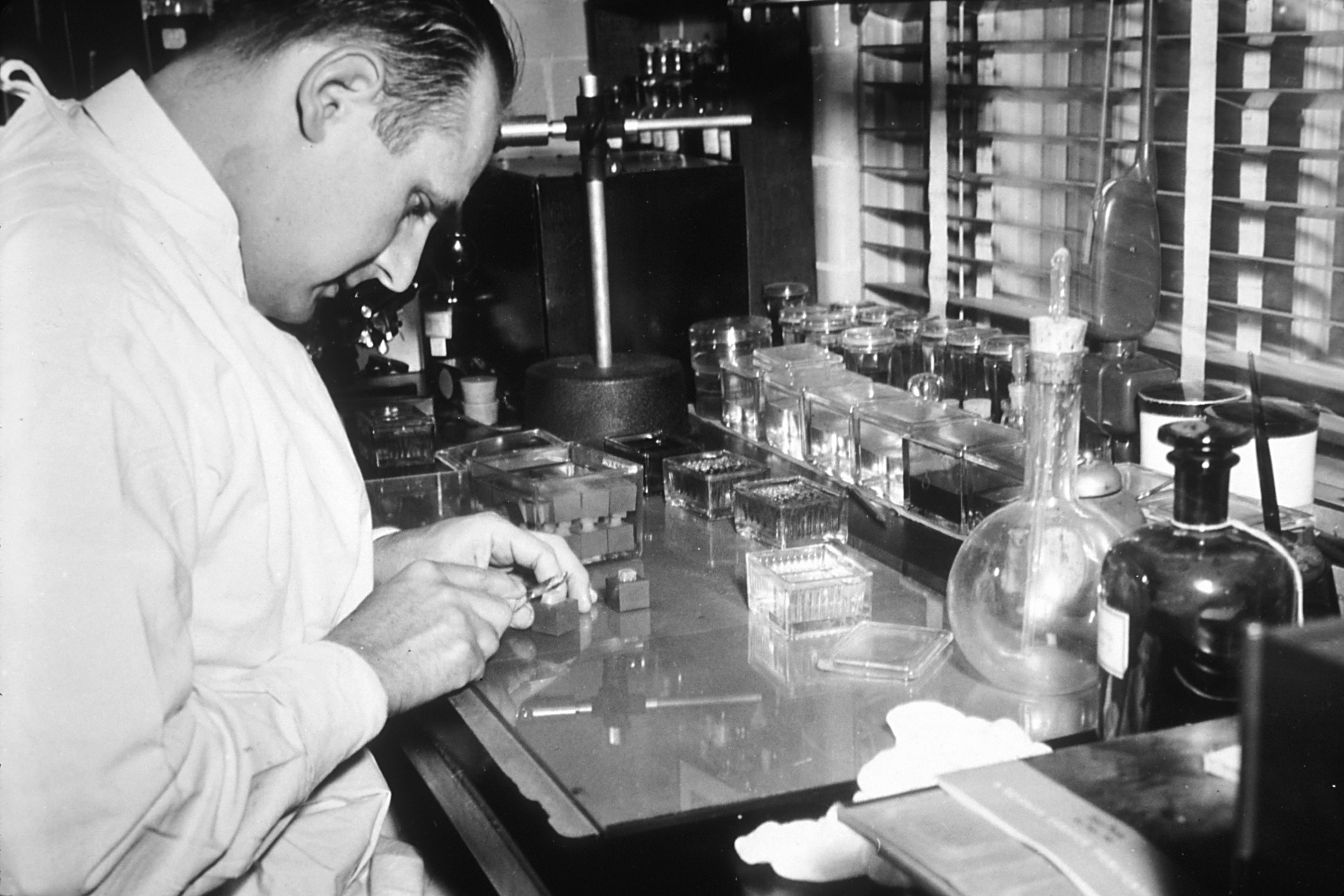
Vorbereitung einer histologischen Untersuchung im Labor

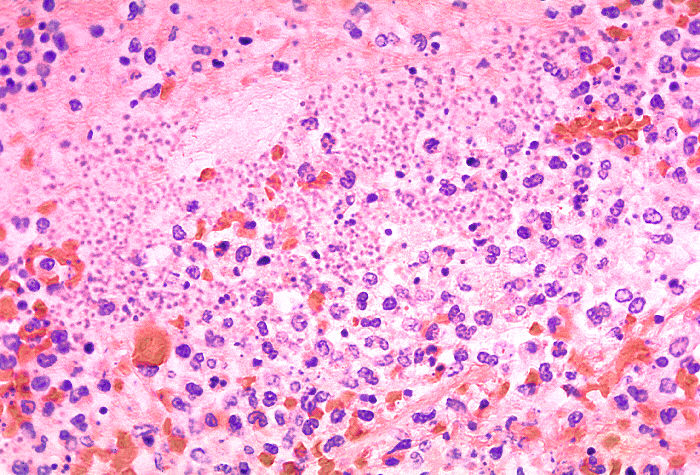
Histologischer Schnitt einer Lunge, Lungenpest

Die Histologie (von altgriechisch ἱστός histos, deutsch ‚Gewebe‘ und -logie, altgriechisch λόγος logos, deutsch ‚Lehre‘) oder Gewebelehre (auch Gewebslehre) ist die Wissenschaft von den biologischen Geweben. Als „Lehre von Bildung und Struktur pflanzlicher und tierischer Gewebe in Bezug auf spezifische Funktionen“ ist sie ein Teilgebiet der Medizin und der Biologie. Im weiteren Sinn bezeichnet Histologie die mikroskopische Anatomie. Die Histopathologie (oder pathologische Histologie) ist die Wissenschaft von den krankhaften Gewebeveränderungen.
In der Histologie werden Gewebeproben untersucht. Dazu werden mikrometerdünne, gefärbte Gewebsschnitte hergestellt und am Lichtmikroskop beurteilt. Die elektronenmikroskopische Untersuchung von wesentlich dünneren Schnitten (0,01–0,5 µm) fällt vorwiegend in den Forschungsbereich.
Die feingeweblichen Untersuchungen in der Medizin dienen verschiedenen Zwecken wie der Frühdiagnose von Tumoren (z. B. Magenbiopsie), Klassifizierung von Tumoren (gutartig/bösartig), Nachweis von Stoffwechselerkrankungen und parasitären, bakteriellen, entzündlichen Erkrankungen und der Hilfe zur Therapiewahl. Man spricht von morphologischer Diagnostik, da der Befund anhand des Erscheinungsbildes und des färberischen Verhaltens der Gewebestrukturen erstellt wird.
Zum Probengut beim histologischen Arbeiten gehören Operationspräparate (z. B. Magen, Darm, Niere), Probeexzisionen (z. B. Muttermal, Sehnen, Zysten) und Biopsien (z. B. Magen-, Darm-, Brustgewebe-Biopsien). Mit Hilfe der modernen Technik lassen sich schon an winzigen Gewebestückchen (1–2 mm) feingewebliche Diagnosen erstellen. Diese mikroinvasiven Methoden sind für die Patienten schonend und werden oft bei Vorsorgeuntersuchungen durchgeführt.

## Geschichte

### Entstehung der Histologie
Eine erste Gewebelehre begründete in der Antike Aristoteles. Erasistratos baute diese Lehre aus und es wurde zwischen Gewebe und Parenchym unterschieden. Als Begründer der modernen Histologie gilt Xavier Bichat (1771–1802), der ohne das im 17. Jahrhundert bereits allgemein bekannte Mikroskop 21 Gewebetypen im menschlichen Körper beschrieb. Mit seiner Schrift Anatomie générale begründete er 1801 die allgemeine Gewebelehre, die sich mit in allen Organen vorkommenden Geweben befasst. Er verlegte den Sitz der Krankheiten aus den Organen in die Gewebe und folgerte, dass gleiche Gewebe in verschiedenen Organen gleichartig erkranken können. Die Entstehung der Histopathologie schreibt man Johannes Müller zu, der 1838 ein Buch über die Natur und Struktureigenschaften von Krebs veröffentlichte. Als Vater der Histopathologie wird Rudolf Virchow (1821–1902) bezeichnet.
Der Begriff Histologie wurde im Jahre 1819 vom Anatomen Franz Josef Carl Mayer (1787–1865) umschrieben und als ein Teilgebiet der Anatomie angesehen. 1830 prägten Vincent Jaques Louis Chevalier (1770–1841) und sein Sohn Charles Louis Chevalier (1804–1859) die Bezeichnung Mikrotom für Gewebeschnittgeräte. Ihre Firma fertigte seit 1765 in Paris wissenschaftliche Instrumente.
Weitere Pioniere und Förderer der Histologie im 19. Jahrhundert waren etwa Robert Remak, Albert Kölliker, Franz Leydig, John Goodsir, Jan Evangelista Purkyně, Max Schultze und Jakob Henle. Im Jahr 1902 veröffentlichte Rudolf Höber seine Schrift über die Physikalische Chemie der Zelle und der Gewebe. Um 1905 begann Walter Spielmeyer seine bahnbrechenden Arbeiten zur pathologischen Histologie des Zentralnervensystems.

### Entwicklung der Färbetechniken
Marcello Malpighi (1628–1694) gehörte zu den Ersten, die tierische Organe und Pflanzen mikroskopisch untersuchten. Gefördert war die mikroskopische Anatomie durch die Arbeit (etwa mit Infusionstierchen) durch Antoni van Leeuwenhoek worden. Henri Louis Duhamel du Monceau (1700–1782) stellte fest, dass Tierknochen sich mit dem Farbstoff Krapp aus der Färberkrappflanze (Rubia tinctorum) anfärben lassen. Die Entwicklung von Färbemethoden war entscheidend für die Weiterentwicklung der Histologie, da die natürlichen Präparate weitgehend farblos waren bzw. die optische Dichte der zu untersuchenden Gewebestrukturen meist keine großen Unterschiede aufweist. Christian Gottfried Ehrenberg benutzte 1838 Karmin zur Anfärbung und mikroskopischen Beobachtung von Protisten (die damals Infusorien genannt wurden). 1849 studierten Heinrich Göppert und Ferdinand Julius Cohn mittels der Farbstoffe Krapp und Karmin die Protoplasmaströmung in Pflanzenzellen. Um 1855 entwickelte der Anatom Joseph von Gerlach die histologischen Färbetechniken weiter. Er beschrieb die Färbung von Zellkernen in tierischen Zellen mittels Karmin.
Heinrich Wilhelm Waldeyer verwendete 1863 einen Extrakt des Blutholzbaumes (Haematoxylum campechianum) für die Hämatoxylinfärbung von Nervenzellen. Ein weiterer wichtiger Schritt war der Einsatz von Anilinfarbstoffen durch Paul Ehrlich; er perfektionierte diese Möglichkeiten in den Jahren 1879 bis 1894. Die bei der Intravitalmikroskopie benutzte Intravitalfärbung erfuhr von 1885 bis 1894 eine große Erweiterung durch die Arbeiten Paul Ehrlichs über ihre chemischen Grundlagen.

### Digitale Histologie
Objektträger können vollständig in sogenannten Whole Slide Images (WSI) digitalisiert werden. Diese WSI können dann mit Kollegen geteilt, von Algorithmen ausgewertet oder beispielsweise für Lehrzwecke im Web gehostet werden. Beispiele für solche Projekte sind Pathorama, preci.cloud oder Cytomine.

## Histologische Technik
Bevor die feingeweblichen Details einer Patientenprobe oder eines Experimentes begutachtet werden können, muss das Gewebe einer ausführlichen Verarbeitung unterzogen werden. Diese Methoden werden als histologische Technik zusammengefasst und im histologischen Labor größtenteils von biomedizinischen Analytikern bzw. (V)MTAs durchgeführt.
Die Gewebeverarbeitung im histodiagnostischen Labor umfasst:
- Fixierung zur Stabilisierung des Gewebes (Hauptfixans: 4 % neutral gepufferte Formaldehydlösung)
- makroskopische Begutachtung, Zuschnitt der aussagekräftigen Gewebebezirke. In der Pathologie ärztliche Tätigkeit und zum diagnostischen Prozess gehörend.
- Entwässerung und Imprägnierung des Gewebes mit flüssigem Paraffin
- Einblocken des Gewebes in Paraffin: ein Paraffinquader wird hergestellt, der das Gewebe beinhaltet.
- In modernen Histologielaboren werden die Gewebsstückchen in sogenannte „Einbettkassetten“ gelegt. In diesen durchläuft die Gewebeprobe die Entwässerung und Einparaffinierung. Danach dient die Kassette als Blockunterlage und kann so in den sogenannten Schnellspannrahmen, mit dem die meisten heutigen Mikrotome versehen sind, eingespannt werden.
- Herstellung von 2–5 µm dicken Schnitten am Mikrotom
- Aufziehen der Schnitte auf (beschichtete) Glasobjektträger
- histologische Färbetechniken

Die Verarbeitung von Formaldehyd-fixiertem, Paraffin-eingebettetem Gewebe inklusive der Hämatoxylin-Eosin-Färbung stellt die weltweite Routine-Methode der Pathologie dar und dauert durchschnittlich ein bis zwei Tage von der Probenannahme bis zur Befundung. Im Gegensatz zum klinisch-chemischen Labor sind viele Arbeitsschritte von Hand durchzuführen. Besonders die Schnittherstellung am Mikrotom bedarf großen Geschicks.

### Schnellschnittuntersuchung
Bei manchen Operationen benötigt der Chirurg noch während der Operation Informationen über das entnommene Gewebe für seine weitere Vorgehensweise. In diesem Fall kann ein Teil der Probe innerhalb von etwa zehn Minuten als Schnellschnitt verarbeitet werden:
- Gewebestabilisierung durch Gefrieren (etwa −20 °C), je nach Gewebeart
- Herstellen eines 5–10 µm dicken Schnittes mit einem Kryostat-Mikrotom
- Aufziehen des Schnittes auf einen beschichteten Glasobjektträger
- Färben mittels Schnell-HE-Färbung, Paragon-Färbung oder einer anderen Schnellfärbung
- mikroskopische Befundung

### Färbemethoden der Histologie

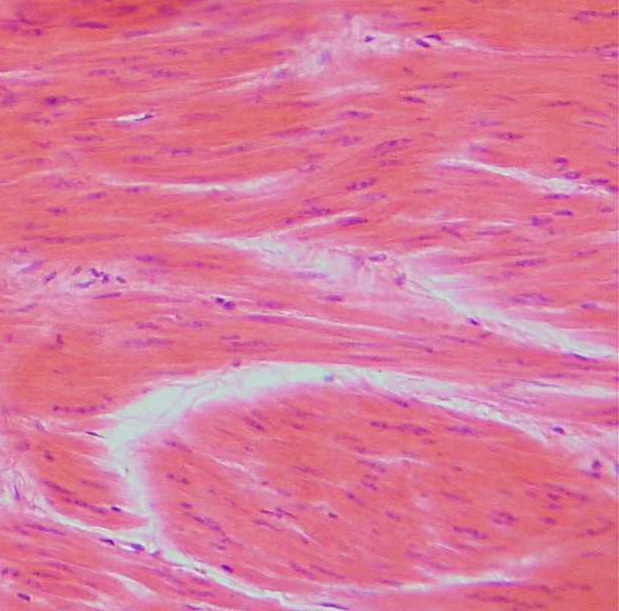
Histologischer Schnitt glatter Muskulatur (HE)

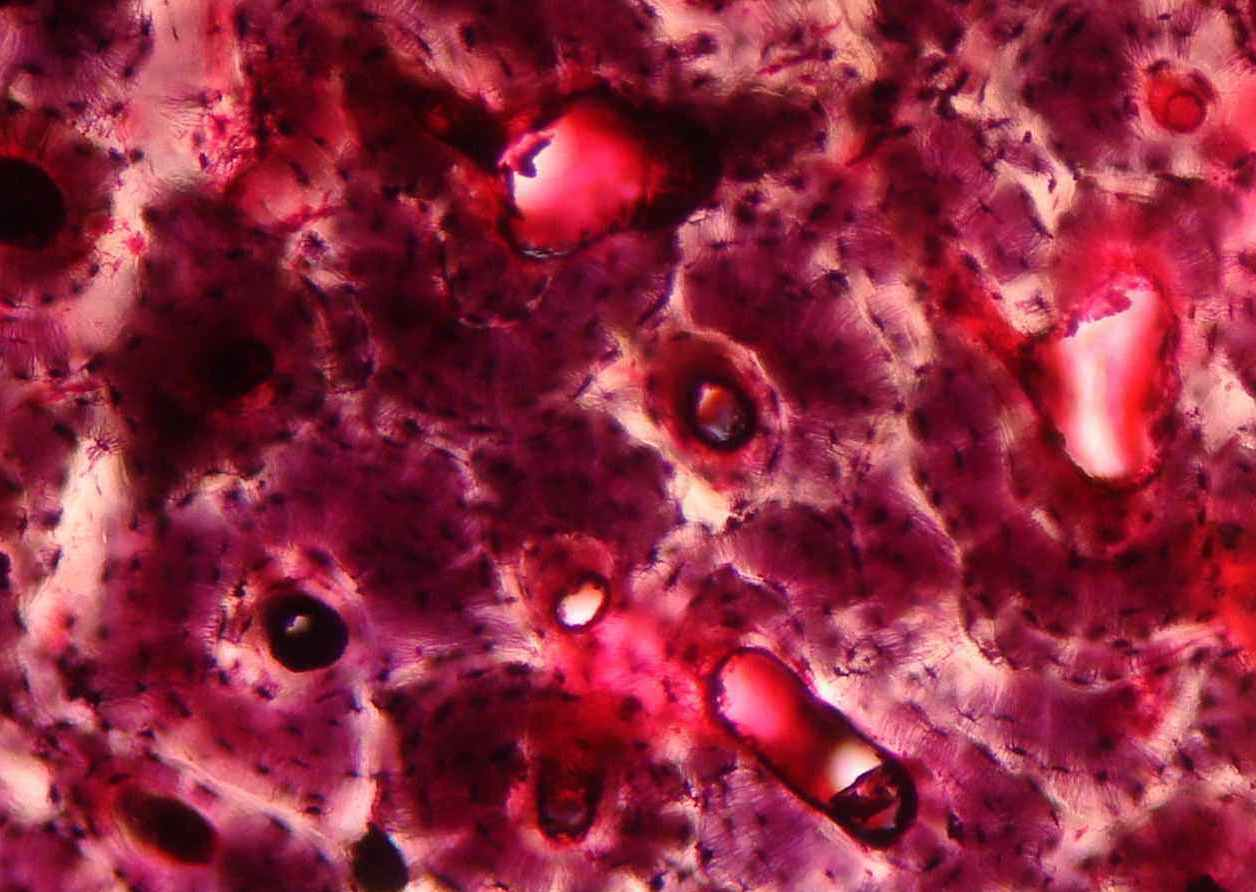
Getrockneter Knochen, Fuchsin

Es gibt eine Unzahl verschiedener histologischer Färbungen, die im Laufe der letzten 120 Jahre entwickelt wurden. Der Großteil stammt aus den ersten 30 Jahren des vorigen Jahrhunderts. Im modernen Histolabor hat sich eine überschaubare Anzahl an Färbungen durchgesetzt. An erster Stelle steht die Hämatoxylin-Eosin-Färbung (HE-Färbung) als Routine- und Übersichtsfärbung. Dafür werden meist computergesteuerte Färbeautomaten eingesetzt. Daneben werden für bestimmte Fragestellungen sogenannte Spezialfärbungen (meist von Hand) durchgeführt.

## Gewebearten
- Binde- und Stützgewebe
  - Bindegewebe
  - Fettgewebe
  - Knochengewebe
  - Knorpelgewebe
- Epithelgewebe
- Muskelgewebe
- Nervengewebe